# Lecteria (Neolecteria) bipunctata
Lecteria (Neolecteria) bipunctata is een tweevleugelige uit de familie steltmuggen (Limoniidae). De soort komt voor in het Oriëntaals gebied.